# Alexander Nikolov
Alexander Nikolov (n. 4 martie 1940) este un boxer ce a reprezentat Bulgaria, medaliat olimpic. A participat la o ediție a Jocurilor Olimpice (1964) în care a câștigat o medalie de bronz.

## Participări
Lista de mai jos prezintă principalele competiții la care a participat Alexander Nikolov de-a lungul carierei.
- boxing at the 1964 Summer Olympics – light heavyweight[*]